# Guy Hendrix Dyas
Guy Oliver Hendrix Dyas (Inghilterra, 20 agosto 1968) è uno scenografo britannico. Nel 2011 e nel 2017 ha ottenuto la prima e seconda nomination all'Oscar alla migliore scenografia rispettivamente per il suo lavoro svolto in Inception e Passengers.

## Biografia
Guy Hendrix Dyas ha conseguito un master al Royal College of Art di Londra e ha conseguito una laurea presso la Scuola Chelsea di Arte e Design. Ha iniziato la sua carriera di lavoro a Tokyo come industrial designer per la Sony sotto la supervisione del leggendario fondatore della società, Akio Morita. Durante quel periodo, gli viene offerto un invito dalla Industrial Light and Magic (ILM) ad unirsi nella loro squadra in California. Alla ILM ha iniziato la sua carriera cinematografica. Da lì, Dyas ha sviluppato le sue abilità come scenografo su una serie di film, tra cui Planet of the Apes - Il pianeta delle scimmie di Tim Burton, Matrix Reloaded dei fratelli Wachowski oppure Mimic di Guillermo Del Toro. Il suo primo vero incarico di designer di produzione lo ebbe nel 2002 quando gli viene affidato per il suo primo lungometraggio X-Men 2 per Bryan Singer, seguito da I fratelli Grimm e l'incantevole strega di Terry Gilliam. Divide attualmente il suo tempo tra l'Europa e gli Stati Uniti e alcuni dei suoi lavori possono essere visti nel Museo del Design di Londra.

## Filmografia
- The Cell - La cellula (The Cell), regia di Tarsem Singh (2000)
- X-Men 2 (X2), regia di Bryan Singer (2003)
- I fratelli Grimm e l'incantevole strega (The Brothers Grimm), regia di Terry Gilliam (2005)
- Superman Returns, regia di Bryan Singer (2006)
- Elizabeth: The Golden Age, regia di Shekhar Kapur (2007)
- Indiana Jones e il regno del teschio di cristallo (Indiana Jones and the Kingdom of the Crystal Skull), regia di Steven Spielberg (2008)
- Agora, regia di Alejandro Amenábar (2009)
- Inception, regia di Christopher Nolan (2010)
- Blackhat, regia di Michael Mann (2015)
- Steve Jobs, regia di Danny Boyle (2015)
- Passengers, regia di Morten Tyldum (2016)
- Lo schiaccianoci e i quattro regni (The Nutcracker and the Four Realms), regia di Lasse Hallström e Joe Johnston (2018)
- Gemini Man, regia di Ang Lee (2019)
- Spencer, regia di Pablo Larraín (2021)
- Maria, regia di Pablo Larraín (2024)